# Гиппий Элидский
Ги́ппий Эли́дский (др.-греч. Ἱππίας ὁ Ἠλεῖος; около 470 года до н. э., Элида на Пелопоннесе — после 399 года до н. э.) — древнегреческий философ-софист и математик, современник Сократа. Отличался энциклопедичностью познаний и широтой интересов. Кроме философских трактатов он писал литературные произведения в эпическом, лирическом и трагическом жанрах. Является автором первой в мире истории философии. На родине философу часто поручали дипломатические миссии.
Философские идеи Гиппия заложили основу для появления и дальнейшего развития концепций эгалитаризма и космополитизма. Гиппия относят к «старшим софистам», с именами которых связывают появление философского направления софистики. Гиппий также известен своими достижениями в математике. С его именем связывают описание квадратрисы и решение задачи трисекции угла.
Гиппий является действующим лицом нескольких сократических диалогов Платона и Ксенофонта. В них описаны философские споры между Гиппием и Сократом. Учитывая, что сочинения написаны учениками Сократа, Гиппий в них, возможно, представлен в несколько искажённом виде.

## Биография
Гиппий родился в Элиде, области на северо-западе Пелопоннеса, около 470 года до н. э. В энциклопедическом словаре X века «Суда» отцом Гиппия назван Диопейт.
Биографические данные о Гиппии весьма скудны. Он получил известность благодаря обширным познаниям во многих науках. В античности за ним закрепилось прозвище «многознающий» (др.-греч. Πολυΐστωρ, Полигистор). Даже на фоне других софистов, обладавших энциклопедичностью познаний, Гиппий отличался широтой интересов. Кроме философских трактатов он создавал литературные произведения в различных жанрах (эпическом, лирическом и трагическом). Ему приписывают создание списка победителей на Олимпийских играх, который имел большое значения для датировки тех или иных событий греческой истории. Гиппий был автором книги «Собрание» (др.-греч. Συναγωγή), которая, по одной из версий, была первой историей философии. Сам подход к её созданию был революционным. Если предшественники Гиппия и ссылались на того или иного философа, то лишь для критики его утверждений. Также, одни философы могли критиковать других за приписывание себе чужих утверждений. Гиппий стремился показать, что учения предшественников и современников зависят от «мнений древних». По второй, более распространённой, версии «Собрание» Гиппия представляло собой компендиум сведений по натурфилософии и генеалогии. В данной книге Гиппий пытался найти первоистоки философии в мифологии. Так, к примеру, в учении Фалеса Милетского о том, что «вода — первоначало всех вещей», Гиппий усматривал взаимосвязь с мифом о прародителе всех богов Океане.
В Элиде философу поручали дипломатические миссии, чаще всего в Спарту. Также Гиппию приходилось бывать и в Афинах, где он имел возможность дискутировать с Сократом и другими знаменитыми философами того времени.
Гиппий обладал многочисленными практическими навыками. В Олимпии он демонстрировал умение быть самодостаточным, используя лишь собственноручно изготовленные вещи — обувь, плащ, хитон, пояс, перстень, необходимые для омовений предметы.
В качестве учителя мудрости Гиппий брал с учеников большие деньги. Кроме философии он обучал астрономии, музыке, геометрии, фонетике, мнемонике и метеорологии. Гиппий отличался прекрасным красноречием и необычайной памятью. Он прославился умением произносить речь на любую тему без предварительной подготовки.
Позднеантичный автор Тертуллиан утверждал, что Гиппий был «убит, потому что строит козни своему городу». По мнению историка С. Душанича, событие могло произойти около 385 года до н. э. Возможно, Тертуллиан отождествляет Гиппия-философа с его тёзкой — тираном Афин, который после изгнания начал служить персам и участвовал на их стороне в Марафонской битве. Историки обычно датируют смерть Гиппия датой «после 399 года до н. э.». Она связана с упоминанием Гиппия Сократом в своей защитной речи на суде 399 года до н. э.

## Философское учение
Гиппия относят к старшей группе софистов, с именами которых связано появление данного направления в философии. Он считал, что в жизни следует руководствоваться в первую очередь законами природы, а не человеческими постановлениями. Природа соединяет людей, закон — разъединяет. Если закон противопоставлен природе, то он будет нести страдание. Гиппий создал основу для десакрализации человеческих законов, подверг само их существование критике. При этом его выводы не носили деструктивного характера. На основании естественного права не следует разделять граждан разных полисов, дискриминировать их в зависимости от происхождения. Более того, в данной концепции, рабство носит противоестественный характер, так как возникло не «из природы», а «из преходящих общественных отношений» Идеи Гиппия заложили основы для появления и дальнейшего развития концепций эгалитаризма и космополитизма.
Гиппию приписывают авторство одной из первых договорных теорий возникновения государства и права. Ход рассуждений философа можно, с определёнными допусками, воспроизвести следующим образом. Существуют законы «писаные» и «неписаные». Неписаные законы соблюдают во всех странах. Их не могли создать люди, так как они физически не в состоянии собраться вместе и определить что можно делать, а что нельзя. Таким образом, неписаные законы являются естественными или природными. Писаные законы созданы гражданами каждого конкретного полиса и государства. Соответственно, писаные законы различны. Гиппий не отрицал их необходимость, однако он отмечал, что закон не всегда приносит благо. Более того, плохой закон, который не обеспечивает «естественные» права, присущие всем людям, вреден. Необходимость периодических изменений законодательства свидетельствует о его несовершенстве. Таким образом Гиппий объяснял существование множества самостоятельных государственных образований. Возможно, он также выступал за существование некоего аналога общего для всех государств международного права.
Нельзя исключить аутентичность утверждения Гиппия в «Протагоре» о том, что интеллектуалы — сородичи и граждане «по природе», хоть и не являются таковыми «по закону». Его можно рассматривать в качестве попытки найти обоснование солидарности сообщества учёных на фоне внешних конфликтов между их родными полисами.
Утверждение о том, что Гиппий считал целью жизни самодостаточность или автаркию, представляет анахронизм. Оно основано на фрагменте, в котором Гиппий представлен «мастером на все руки», способным собственноручно сделать всё необходимое. Информация из античного текста может свидетельствовать лишь о том, что Гиппий, исходя из собственного примера, считал автаркию достижимой.

## Математические достижения
С именем Гиппия связывают открытие квадратрисы, которую он использовал для решения задачи трисекции угла. В научной литературе существует мнение, что квадратису описал некий Гиппий-математик, тёзка философа. Открытия Гиппия в области кривых дали толчок к исследованиям знаменитого политика, философа и математика Архита Тарентского. Прокл Диадох в одном из комментариев к сочинениям Евклида писал: «Так, Аполлоний вывел основной признак для каждого из конических сечений, Никомед — для конхоид, Гиппий — для квадратрисы, а Персей — для спиралей». Трансцедентная кривая Гиппия получила название квадратрисы позже, когда с её помощью Динострат смог решить задачу квадратуры круга. В связи с этим её также могут называть «квадратрисой Динострата».
Квадратриса получается следующим образом. Рассмотрим квадрат {\displaystyle ABCD}, в котором концы отрезка {\displaystyle DC} равномерно движутся по прямым {\displaystyle DA} и {\displaystyle CB}, а отрезок {\displaystyle AD} (также равномерно) вращается вокруг точки {\displaystyle A}, причём оба отрезка придут в положение {\displaystyle AB} одновременно. В каждый конкретный момент времени обе линии будут пересекаться в точке {\displaystyle F}. Кривая, состоящая из всех точек таких пересечений, и есть квадратриса. Чтобы разделить некий угол, к примеру, {\displaystyle \angle BAE} на правом рисунке, в произвольно заданном отношении, следует отметить на квадратисе точку пересечения {\displaystyle G}. Далее, через эту точку проводим параллельную {\displaystyle AB} прямую. Чтобы совершить трисекцию угла, отмечаем на прямой {\displaystyle AF} точки {\displaystyle P} и {\displaystyle Q} таким образом, чтобы выполнялось равенство {\displaystyle AQ=QP=PF}. Из этих точек проводим параллельные {\displaystyle AB} прямые. Соединив точку {\displaystyle A} с точками их пересечения с квадратисой {\displaystyle U} и {\displaystyle T}, мы решим задачу трисекции угла.
Заслуга Гиппия в данном случае состоит в непрерывном соотнесении двух равномерных движений — кругового и прямолинейного. Против такого подхода выступил другой античный математик Спор: «В самом деле, как можно заставить две точки двигаться из В равномерным движением так, чтобы одновременно одна точка пришла по прямой в А, а, другая точка — по дуге в D, если не знать с самого начала, как относятся между собой длины этих прямой и дуги? Ведь именно в этом отношении должны находиться и скорости обоих движений. Если же это отношение нам не дано, то не следует пользоваться этой линией, относящейся скорее к механике, нежели к геометрии.» Несмотря на то, что решение задачи с использованием квадратрисы не может считаться истинно геометрическим, сама квадратриса используется для решения различных математических задач.

## Гиппий в сократических диалогах Платона и Ксенофонта
Ты, Гиппий, приводишь прекрасное и важное доказательство мудрости и своей собственной, и вообще нынешних людей, — насколько же они отличаются ею от древних! Велико было, по твоим словам, невежество людей, живших прежде. С Анаксагором произошло, говорят, обратное тому, что случается с вами: ему достались по наследству большие деньги, а он по беззаботности всё потерял — вот каким неразумным мудрецом он был! Да и об остальных живших в старину
рассказывали подобные же вещи. Итак, мне кажется, ты приводишь прекрасное доказательство мудрости нынешних людей по сравнению с прежними. Многие согласны в том, что мудрец должен быть прежде всего мудрым для себя самого. Определяется же это так: мудр тот, кто заработал больше денег. Но об этом достаточно. Скажи мне вот что: ...
Гиппий представлен действующим лицом в трёх сократических диалогах Платона — «Протагор», «Гиппий больший» и «Гиппий меньший», а также упомянут в «Апологии Сократа» и «Федре». Диалогу Гиппия с Сократом посвящена 4 глава IV книги «Воспоминаний о Сократе» Ксенофонта. В этих сочинениях описаны философские споры между Гиппием и Сократом. Платон и Ксенофонт были учениками последнего. Гиппий представлял противоположное «сократовской» философии направление — софистику. Данные источники очень важны при описании деталей биографии Гиппия, но могут представлять философа в несколько искажённом виде. Ещё Диоген Лаэртский (II—III века) подчёркивал, что «Говоря даже от лица Сократа и Тимея, Платон излагает свои собственные догмы. А оспаривает ложные мнения он, вводя таких лиц, как, … Гиппий … и прочие подобные».
Платон иронизирует над многочисленными познаниями Гиппия, считает их поверхностными. Одновременно он представляет философа глупым и кичливым человеком с отсутствием какой-либо самокритичности. Главным мотивом Гиппия представлена страсть к наживе. Для Гиппия чужда жадность. Деньги являются для него не самоцелью, а мерилом успешности. Мнения, которые он изрекает с большим апломбом, оказываются неверными. В диалогах с Сократом он терпит полное поражение.
В «Гиппии большем», несмотря на свои познания, персонаж представлен глупым человеком. Он никак не может понять различия между частным и общим, между сущностью и её явлением. На вопрос «Что такое прекрасное?» — Гиппий отвечает: «Прекрасная девушка». Сократа интересует «прекрасное само по себе, благодаря которому все остальное украшается и представляется прекрасным, — как только эта идея присоединяется к чему-либо, это становится прекрасной девушкой,
кобылицей, либо лирой?» В диалоге сформулирована мысль о том, что определение понятия есть определение его сущности, которую следует понимать как единство в многообразии его проявлений. Под конец разговора даже Гиппий, несмотря на свою глупость, догадывается о том, что от него хочет Сократ.
В произведениях Платона и Ксенофонта Гиппий оказывается объектом иронии со стороны Сократа, что вызывает его возмущение. Так, на вопрос: «твоё открытие — великое счастье для людей: … я, конечно, не отстану от тебя, пока не услышу твоего рассказа об открытии такого великого счастья» — Гиппий, чтобы не попасть в комичное положение, уходит от ответа: «ты этого не услышишь, … довольно с тебя и того, что ты над другими насмехаешься, — предлагаешь всем вопросы и опровергаешь их, а сам никому не хочешь дать отчёта и ни о чём не хочешь высказать своего мнения».

### Античные источники
- Диоген Лаэртский. О жизни, учениях и изречениях знаменитых философов / Редактор тома и автор вступительной статьи А. Ф. Лосев. — второе. — М.: Мысль, 1986. — (Философское наследие).
- Ксенофонт. Сократические сочинения. Киропедия / Переводы и статьи С. И. Соболевского, В. Г. Боруховича, Э. Д. Фролова. — М.: Ладомир, 2003. — 5100 экз. — ISBN 5-86218-197-0.
- Платон. Собрание сочинений в четырёх томах / Общая редакция А. Ф. Лосева, В. Ф. Асмуса, А. А. Τахо-Годи. Автор вступительной статьи и статей в примечаниях А. Ф. Лосев. — М.: Мысль, 1990. — Т. 1. — (Философское наследие). — ISBN 5-244-00451-4.
- Тертуллиан. Апология // Богословские труды. — М.: Издание Московской патриархии, 1984. — Т. 25. — С. 169—225.

### Современные исследования
- Асмус В. Ф. Античная философия. — 3-е издание. — М.: Высшая школа, 1999. — 400 с. — ISBN 5-06-003049-0.
- Берлинский А. Л. Гиппий // Античная философия: Энциклопедический словарь. — М.: Прогресс-Традиция, 2008. — 896 с. — ISBN 5-89826-309-0.
- Ван дер Варден Б. Л. Пробуждающаяся наука. Математика Древнего Египта, Вавилона и Греции / перевод с голландского И. Н. Веселовского. — М.: Государственное издательство физико-математической литературы, 1959. — 6000 экз.
- Жмудь Л. Я. Зарождение истории науки в античности. — СПб.: Издательство русского христианского гуманитарного института, 2002. — 424 с. — ISBN 5-88812-172-X.
- Кессиди Ф. Х. Сократ. — второе. — М.: Мысль, 1988. — (Мыслители прошлого). — ISBN 5-244-00026-8.
- Маковельский А. О. Софист Антифонт // Софисты (выпуск 2). — Баку: Азербайджанский Государственный Университет им. С. М. Кирова, 1941. — С. 23—33.
- Прасолов В. В. Три классические задачи на построение. — М.: Наука, 1992. — Т. 62. — 80 с. — (Популярные лекции по математике).
- Реале Дж., Антисери Д. Западная философия от истоков до наших дней. I. Античность. — СПб.: Петрополис, 1997. — 336 с. — ISBN 88-350-7271-9.
- Светлов Р. В. Тувал-Каин, Гиппий, Платон и возможные ближневосточные корни образа софиста в одноимённом диалоге Платона // Вестник русской христианской гуманитарной академии. — 2012. — Т. 13, № 3. — С. 44—51. — ISSN 1819-2777.
- Суриков, И. Е. Сократ. — М.: Молодая гвардия, 2011. — 384 с. — (Жизнь замечательных людей). — 5000 экз. — ISBN 978-5-235-03455-6.
- Федотова О. А. Договорная теория возникновения государства и права (старшие софисты) // Вестник Ленинградского государственного университета им. А. С. Пушкина. — 2010. — Т. 4, № 1. — С. 210—216. — ISSN 1818-6653.
- Щетников А. И. Как были найдены некоторые решения трёх классических задач древности? // Математическое образование. — 2008. — № 4 (48). — С. 3—15.
- Лосев А. Ф. Гиппий // Философская энциклопедия / главный редактор Ф. В. Константинов. — М.: Советская энциклопедия, 1960. — Т. 1. — С. 375.
- Nails Debra[англ.]. Hippias of Elis // The people of Plato: a prosopography of Plato and other Socratics (англ.). — Indianapolis, IN: Hackett Publishing Company, Inc., 2002. — P. 168—169. — ISBN 0-87220-564-9.
- Vlastos G. Socratic irony (англ.) // The Classical Quarterly. — Cambridge University Press, 1987. — Vol. 37, no. 1. — P. 79—96. — JSTOR 639346.